# Kirill Olegowitsch Kaprisow
Kirill Olegowitsch Kaprisow (russisch Кирилл Олегович Капризов; englische Transkription: Kirill Olegovich Kaprizov; * 26. April 1997 in Nowokusnezk) ist ein russischer Eishockeyspieler, der seit Juli 2020 bei den Minnesota Wild aus der National Hockey League (NHL) unter Vertrag steht. Nach seiner ersten NHL-Saison erhielt er die Calder Memorial Trophy als bester Rookie der Liga. Zuvor wurde der linke Flügelstürmer als Gesamterster im KHL Junior Draft 2014 von Metallurg Nowokusnezk ausgewählt und verbrachte anschließend sechs Jahre in der Kontinentalen Hockey-Liga (KHL), wobei er im Jahre 2019 den Gagarin-Pokal und die russische Meisterschaft mit ZSKA Moskau gewann. Mit der russischen Nationalmannschaft wurde er zudem unter neutraler Flagge Olympiasieger bei den Winterspielen 2018.

## Karriere

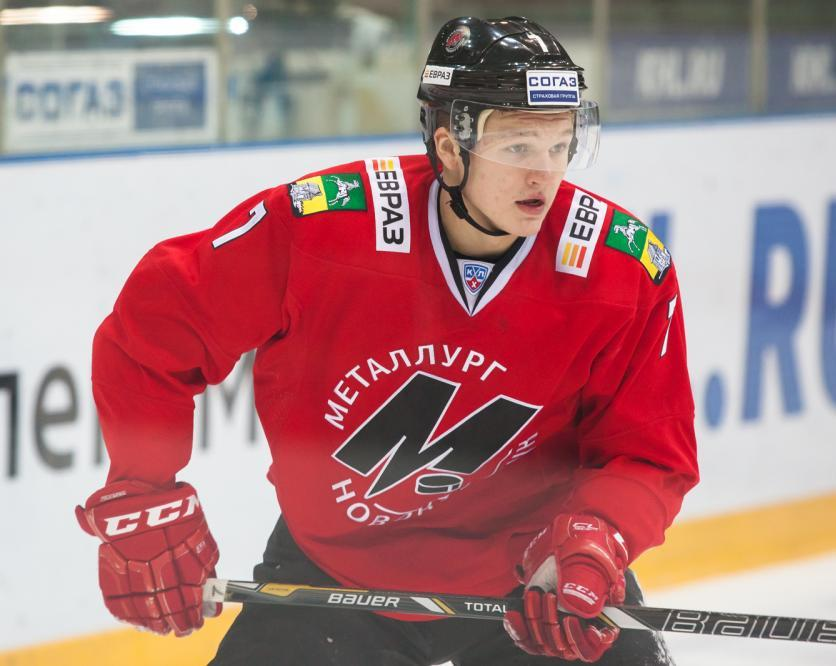
Kaprisow im Trikot von Metallurg Nowokusnezk

Kaprisow verbrachte seine Juniorenzeit im Nachwuchs von Metallurg Nowokusnezk. In der Saison 2014/15 feierte er sein Debüt in der ersten Mannschaft in der Kontinentalen Hockey-Liga, da sich der Verein über den KHL Junior Draft 2014 weiterhin seine Dienste gesichert hatte. Im NHL Entry Draft 2015 wurde der Russe in der fünften Runde an 135. Position von Minnesota Wild aus der National Hockey League (NHL) ausgewählt.
Im Sommer 2016 wurde der Flügelstürmer vom Ligarivalen Salawat Julajew Ufa unter Vertrag genommen und war dort in der folgenden Saison mit 42 Scorerpunkten zweitbester Scorer hinter dem Schweden Linus Omark, ehe er im Mai 2017 gegen Zahlung einer finanziellen Entschädigung zu ZSKA Moskau wechselte. Dort spielte er drei Jahre und gewann mit dem Team unter anderem den Gagarin-Pokal.
Zur Saison 2020/21 wechselte der Stürmer zu den Minnesota Wild in die NHL. Dort gab er im Januar 2021 sein Debüt und verzeichnete dabei drei Scorerpunkte sowie das entscheidende 4:3 in der Overtime gegen die Los Angeles Kings. Die Saison beendete er mit 51 Scorerpunkten in 55 Partien, womit er die Rookie-Scorerliste der NHL anführte und somit (gemeinsam mit Jason Robertson und Alex Nedeljkovic) für die Calder Memorial Trophy als Rookie des Jahres nominiert wurde. Diese gewann er in der Folge auch und wurde zudem im NHL All-Rookie Team berücksichtigt. Ferner stellten seine 51 Punkte eines Neulings einen neuen Franchise-Rekord dar, den zuvor 20 Jahre lang Marián Gáborík (36 Punkte) innehatte.
In Anbetracht dieser Leistungen unterzeichnete der Russe im September 2021 einen neuen Fünfjahresvertrag in Minnesota, der ihm ein durchschnittliches Jahresgehalt von neun Millionen US-Dollar einbringen soll. In der Folgesaison 2021/22 steigerte er seine Leistungen noch einmal deutlich auf 108 Punkte aus 81 Spielen, womit er sich unter den besten fünf Scorern der Liga platzierte. Zugleich stellte er erneut mehrere Franchise-Rekorde auf, unter anderem für die meisten Punkte, Tore (47) und Vorlagen (61) in einer Spielzeit, wobei er erneut Marián Gáborík (Tore/Punkte) bzw. in puncto Vorlagen Pierre-Marc Bouchard übertraf.

### International
Für sein Heimatland spielte Kaprisow im Juniorenbereich bei der U18-Junioren-Weltmeisterschaft 2014, U20-Junioren-Weltmeisterschaft 2016 sowie der U20-Junioren-Weltmeisterschaft 2017 und gewann 2016 mit seiner Mannschaft die Silbermedaille sowie 2017 als Kapitän und bester Torschütze des Turniers mit neun Treffern in sieben Partien die Bronzemedaille.
Mit der russischen Nationalmannschaft nahm Kaprisow an den Winterspielen 2018 teil und wurde dort unter neutraler Flagge Olympiasieger. Er wurde dabei gemeinsam mit Ilja Kowaltschuk und Ryan Donato bester Torschütze (5) des Turniers.

## Erfolge und Auszeichnungen
| - 2016 Teilnahme am KHL All-Star Game - 2017 Teilnahme am KHL All-Star Game - 2018 Teilnahme am KHL All-Star Game - 2018 Orden der Freundschaft - 2019 Teilnahme am KHL All-Star Game - 2019 Gagarin-Pokal-Gewinn und Russischer Meister mit dem HK ZSKA Moskau - 2019 Bester Torschütze der KHL-Hauptrunde - 2020 Teilnahme am KHL All-Star Game | - 2020 KHL-Stürmer des Monats Februar - 2020 Bester Torschütze der KHL-Hauptrunde - 2021 Calder Memorial Trophy - 2021 NHL All-Rookie Team - 2022 Teilnahme am NHL All-Star Game - 2023 Teilnahme am NHL All-Star Game - 2024 Teilnahme am NHL All-Star Game |

### International
| - 2014 Bronzemedaille bei der World Junior A Challenge - 2016 Silbermedaille bei der U20-Junioren-Weltmeisterschaft - 2017 Bronzemedaille bei der U20-Junioren-Weltmeisterschaft - 2017 Bester Stürmer der U20-Junioren-Weltmeisterschaft - 2017 Topscorer der U20-Junioren-Weltmeisterschaft | - 2017 Bester Torschütze der U20-Junioren-Weltmeisterschaft - 2017 All-Star-Team der U20-Junioren-Weltmeisterschaft - 2018 Goldmedaille bei den Olympischen Winterspielen - 2018 Bester Torschütze der Olympischen Winterspiele (gemeinsam mit Ilja Kowaltschuk und Ryan Donato) - 2019 Bronzemedaille bei der Weltmeisterschaft |

## Karrierestatistik
Stand: Ende der Saison 2024/25

### International
| Vertrat Russland bei: - Ivan Hlinka Memorial Tournament 2014 - World Junior A Challenge 2014 - U18-Junioren-Weltmeisterschaft 2015 - U20-Junioren-Weltmeisterschaft 2016 | - U20-Junioren-Weltmeisterschaft 2017 - Weltmeisterschaft 2018 - Weltmeisterschaft 2019 | Vertrat die Olympischen Athleten aus Russland bei: - Olympischen Winterspielen 2018 |

(Legende zur Spielerstatistik: Sp oder GP = absolvierte Spiele; T oder G = erzielte Tore; V oder A = erzielte Assists; Pkt oder Pts = erzielte Scorerpunkte; SM oder PIM = erhaltene Strafminuten; +/− = Plus/Minus-Bilanz; PP = erzielte Überzahltore; SH = erzielte Unterzahltore; GW = erzielte Siegtore; 1 Play-downs/Relegation; Kursiv: Statistik nicht vollständig)